# Eine florentinische Tragödie
Eine florentinische Tragödie (Une tragédie florentine) est un opéra en un acte d'Alexander von Zemlinsky sur un livret du compositeur d'après la pièce Une tragédie florentine (A Florentine Tragedy) d'Oscar Wilde traduite en allemand par Max Meyerfeld et créée en 1906 à Berlin dans une mise en scène de Max Reinhardt.

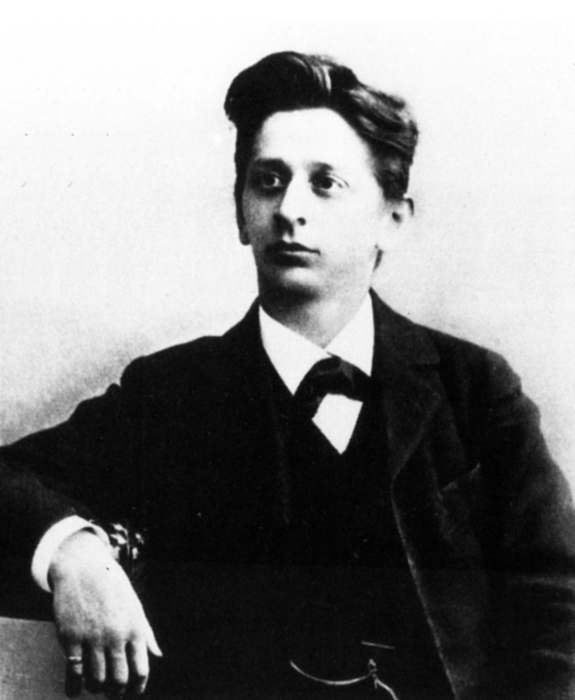
Alexander von Zemlinsky ca. 1900

L'opéra est créé le 30 janvier 1917 au Hoftheater de Stuttgart sous la direction de Max von Schillings.

## Distribution
| Rôle                            | Voix    | Première 30 janvier 1917 Stuttgart Direction : Max von Schillings | Création en France 1989 Paris, Théâtre des Champs-Élysées Direction : Walter Weller |
| ------------------------------- | ------- | ----------------------------------------------------------------- | ----------------------------------------------------------------------------------- |
| Guido Bardi, Prince de Florence | ténor   | Rudolf Ritter                                                     | Thomas Moser                                                                        |
| Simone, un marchand             | baryton | Felix Fleischer-Janczak                                           | Wolfgang Schöne (en)                                                                |
| Bianca, sa femme                | soprano | Helene Wildbrunn                                                  | Carolyn Watkinson (en)                                                              |

## Instrumentation
Trois flûtes (le 3e jouant du piccolo), trois hautbois (le 3e jouant du cor anglais), trois clarinettes (le 3e jouant de la petite mi ♭), une clarinette basse, trois bassons, un contrebasson, six cors, quatre trompettes, trois trombones, tuba, timbales, grelots, triangle, tam-tam, grosse caisse, caisse claire, cymbales, tambourin, harpe, mandoline, célesta, glockenspiel, xylophone, cordes.

## Synopsis
La scène a lieu à Florence dans la résidence de Simone au XVIe siècle.
Simone, un marchand florentin, soupçonne que sa femme le trompe avec Guido Bardi qu'il trouve chez lui au retour d'un voyage. Il vend à Guido une robe et offre au prince tout ce qu'il a dans sa maison. « Même Bianca ? » demande Guido. 
Il laisse Guido et Bianca seuls et les deux amants expriment leur passion. Quand Guido est sur le point de partir, Simone le défie d'abord à l'épée, puis au poignard. Bianca encourage Guido : « Tue-le, tue-le ». Simone prend le dessus et finalement étrangle Guido. Bianca en admiration devant son mari se précipite pour l'embrasser : « Tu ne m'avais pas dit que tu étais si fort ». Les époux se réconcilient et le rideau tombe.
Durée approximative : 55 minutes.

## Enregistrements
- Radio-symphonie Orchester Berlin, direction Gerd Albrecht, Kenneth Riegel, Guillermo Sarabia, Doris Sofel, Schwann 1994
- Royal Concertgebouw Amsterdam, direction Riccardo Chailly, Heinz Kruse, Albert Dohmen, Iris Vermillion, Polygram 1997
- Cologne Gürzenich Orchestra, direction James Conlon, Donnie Ray Albert, David Kuebler, Deborah Voigt, EMI 2001
- Orchestre Philharmonique de Radio France, direction Armin Jordan, Viktor Lutsiuk, Albert Dohmen, Iris Vermillion, Naïve 2004